# مايك هوتون
مايك هوتون (بالإنجليزية: Mike Houghton)‏ هو لاعب كرة قدم أمريكية أمريكي، ولد في 1979.